# Conwy (rzeka)
Conwy (ang. River Conwy, wal. Afon Conwy) – rzeka w północnej Walii, w hrabstwie Conwy. Długość rzeki wynosi 55 km, a powierzchnia jej dorzecza – 590 km².
Rzeka wypływa z jeziora Llyn Conwy, 450 m n.p.m., na terenie torfowisk Migneint, w granicach parku narodowego Snowdonia. W przeważającej części płynie w kierunku północnym. Przepływa przez miejscowości Betws-y-Coed, Llanrwst oraz Conwy. Uchodzi do zatoki Conwy na Morzu Irlandzkim.